# Ernst Klimt

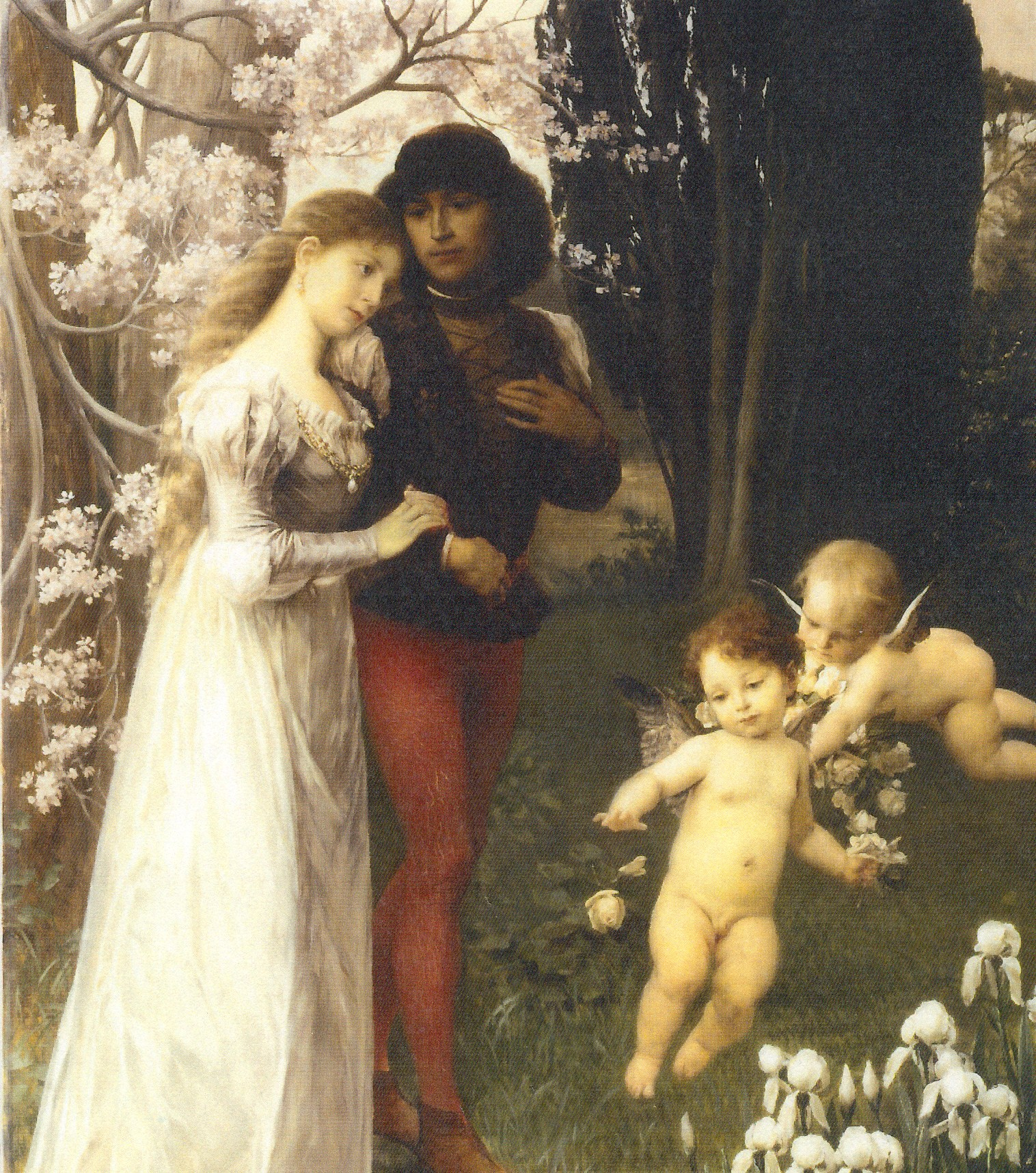
Ernst Klimt: Vor der Hochzeit

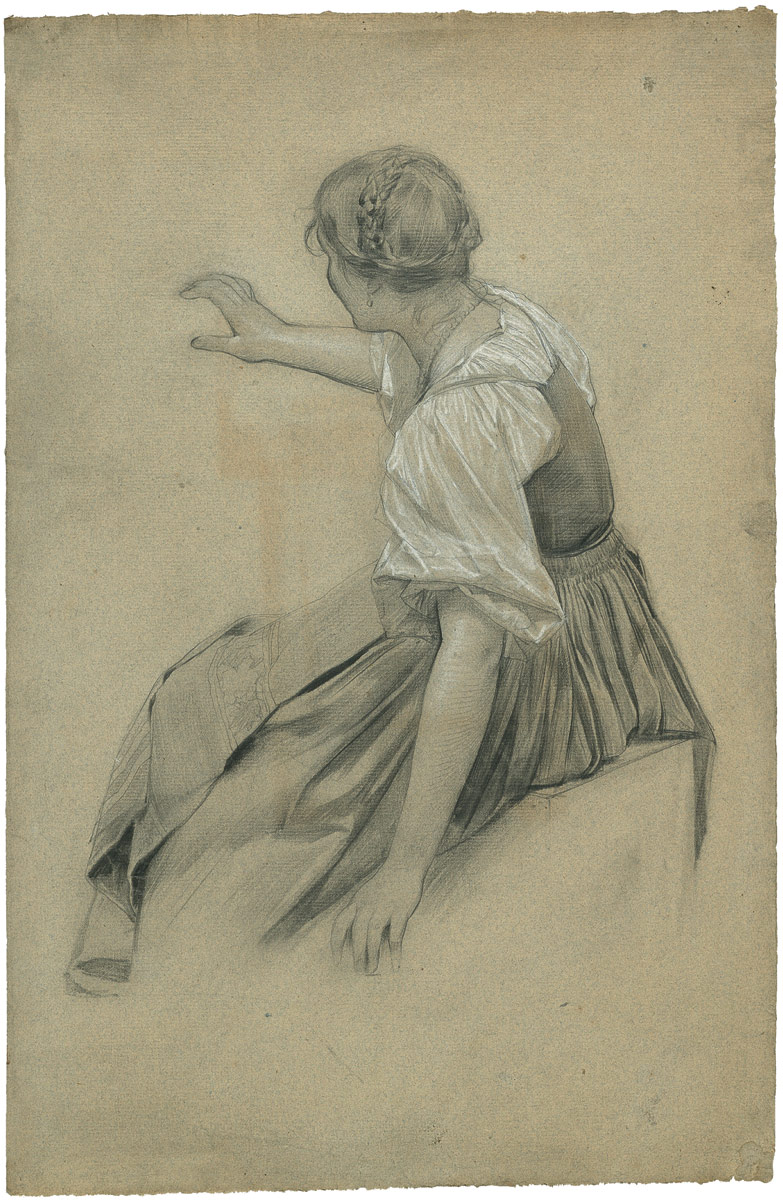
Ernst Klimt: Mädchen im Dirndl, Bleistiftzeichnung, um 1886

Ernst Klimt (zur Unterscheidung von seinem gleichnamigen Vater auch Ernst Klimt der Jüngere; * 3. Jänner 1864 in Penzing bei Wien (heute 14. Wiener Gemeindebezirk); † 9. Dezember 1892 in Wien-Penzing, damals 13., heute 14. Bezirk) war ein österreichischer Historien- und Dekorationsmaler. Er war der jüngere Bruder von Gustav Klimt.

## Leben
Ernst Klimt wurde am 3. Jänner 1864 als das dritte von insgesamt sieben Kindern des aus Böhmen stammenden Goldgraveurs Ernst Klimt d. Ä. (1834–1892) und der Anna Rosalia Klimt geb. Finster (1836–1915) im damaligen westlichen Vorort Baumgarten bei Wien geboren. Er verlebte eine normale Kindheit im heutigen 14. und im 7. Wiener Gemeindebezirk (Burggasse 47) unter sehr bescheidenen Verhältnissen.
Ernst Klimt besuchte ab 1877 die Wiener Kunstgewerbeschule des k.k. Österreichischen Museums für Kunst und Industrie wie seit 1876 sein älterer Bruder Gustav. Ernst und Gustav waren Schüler von Ferdinand Laufberger (1829–1881), einem sehr erfolgreichen Maler und Dekorateur der Wiener Ringstraßen-Ära der 1870er Jahre, der sich sehr für seine Schüler einsetzte.
Er stellte beispielsweise den Kontakt zwischen den Klimt-Brüdern und Hans Makart her und verhalf den beiden somit dazu, 1879 bei der Ausführung des Festzugs zu Ehren der Silberhochzeit des Kaiserpaares mitarbeiten zu können.
1881 gründeten die Gebrüder Klimt (Ernst und Gustav) mit ihrem Schulfreund Franz Matsch (1861–1942) eine Künstler-Compagnie genannte Ateliergemeinschaft und betrieben zwei Jahre später ein eigenes Atelier in Wien 6., Sandwirtgasse 8 (in Lehmanns Wiener Adressbuch schien sie hier 1888–1890 auf). Von 1891 an scheint als Atelieradresse der Compagnie 8., Josefstädter Straße 21, auf (man arbeitete im Gartenpavillon des Hauses gegenüber dem Theater in der Josefstadt). Die Compagnie gestaltete unter anderem Vorhang- und Deckengemälde für die Theater in Reichenberg, Karlsbad und 1885 in Fiume, 1885 Deckengemälde in der Wiener Hermesvilla, 1886–1888 die Deckenfresken in den beiden Stiegenhäusern des Neubaus des Burgtheaters und 1891 / 1892 die Zwickel- und Interkolumnienbilder im Stiegenhaus des Kunsthistorischen Museums Wien.

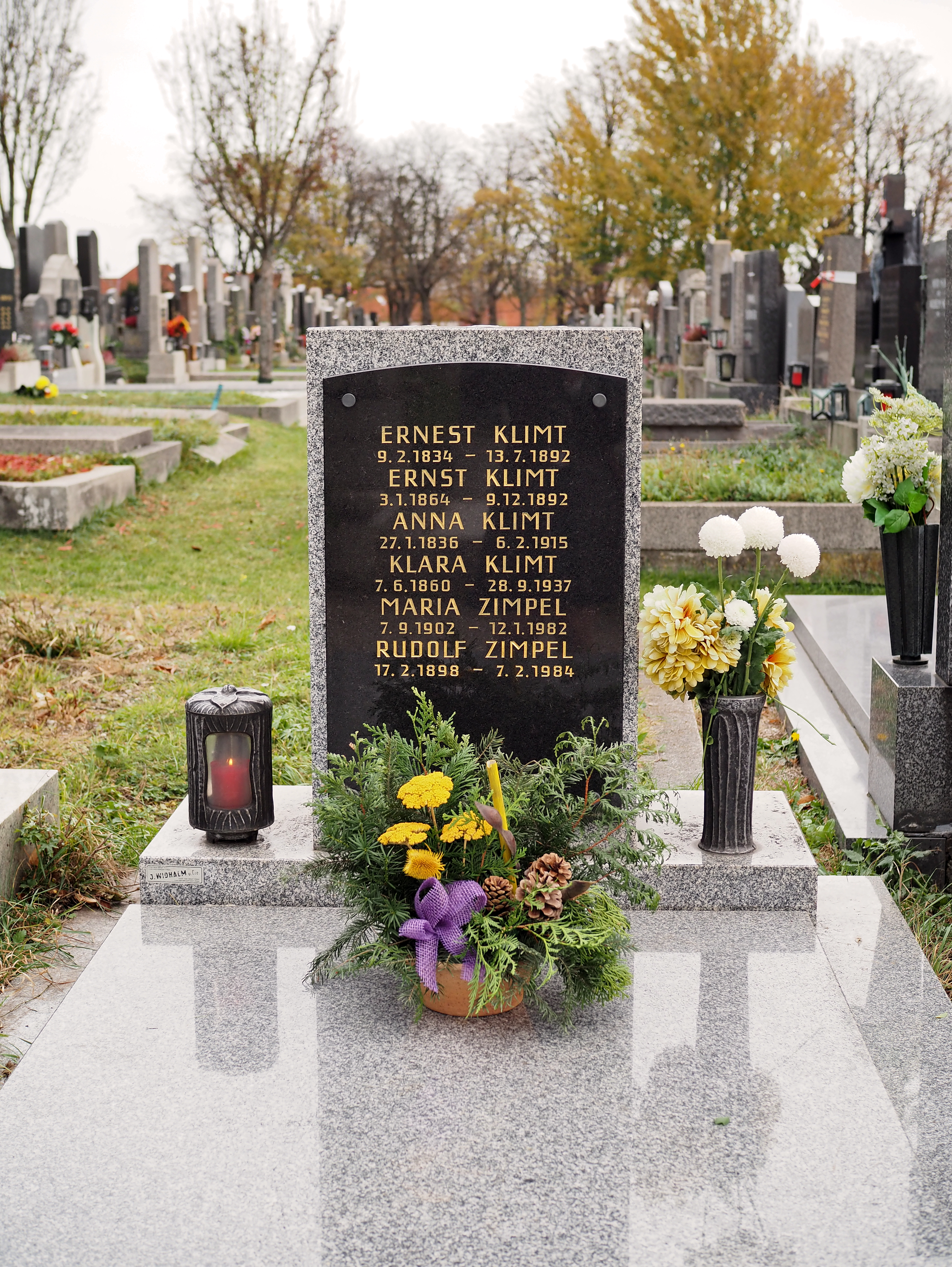
Grab von Ernst Klimt und weiteren Familienmitgliedern auf dem Baumgartner Friedhof – ohne das von Gustav Klimt gestaltete, sichergestellte Grabkreuz

Zu Ernst Klimts größten Aufträgen zählten weiters fünf Deckengemälde im Schloss Mondsee sowie Arbeiten für das rumänische Königsschloss Peleș in Sinaia (Rumänien).
1891 heiratete Ernst Klimt Helene Flöge, die Schwester von Gustav Klimts Freundin Emilie Flöge, die ihm bald darauf eine Tochter mit dem Namen Helene gebar.
Im Juli 1892 starb Vater Ernst Klimt 59-jährig. Ernst Klimt jr. verstarb unerwartet am 9. Dezember desselben Jahres an einer Herzbeutelentzündung. Gustav Klimt nahm sich nach dem Tod seines Bruders dessen verwitweter Schwägerin Helene und seiner Nichte Helene an. Er vollendete dabei die unfertig zurückgebliebenen Gemälde seines Bruders.
Die Compagnie zerbrach nach dem Tod Ernst Klimts, Gustav Klimt entfremdete sich aber von Matsch erst um 1900, als Matschs Fakultätsbilder Anklang fanden, während Klimts heftig kritisiert wurden.
Ernst Klimt wurde auf dem Baumgartner Friedhof, Gruppe T, Grab Nr. 1929, bestattet. In diesem Grab wurde zuvor sein Vater beerdigt, im Februar 1915 dann auch seine 79-jährig verstorbene Mutter Anna Klimt. Das Grab besteht bis heute. Das einstige Grabkreuz war von Gustav Klimt entworfen und von Georg Klimt hergestellt worden. Es befindet sich heute im Leopold-Museum.

## Werke
Aufgrund seines frühen Todes ist die Werkliste Ernst Klimts kurz. Er schuf unter anderem:
- Vor der Hochzeit, Paar mit Amoretten in Landschaft
- Tizian and Lavinia, 1886
- Bildnis eines auf ein Sofa gebetteten Babys mit Spitzenhaube, 1885
- Stillleben mit Rüstung
- Zwickel- und Interkolumnienbilder im Stiegenhaus des Kunsthistorischen Museums Wien, 1891
- Plakatentwurf auf Leinwand: Drei Musen, 1892

Im Dezember 2024 wurde das Gemeinschaftswerk von Gustav und Ernst Klimt Hanswurst gibt eine improvisierte Vorstellung in Rothenburg um 2,22 Mio. Pfund (rund 2,7 Mio. Euro) versteigert.